# Смирнов, Нестор Александрович
Нестор Александрович Смирнов (1878 — 1942) ― советский зоолог, ихтиолог, путешественник, профессор.

## Биография
Родился 23 декабря 1878 года.
В 1900 году окончил Санкт-Петербургский университет. С 1900 года принимал активное участие в исследованиях на Белом, Баренцевом, Каспийском, Черном и дальневосточных морях.
С 1920 по 1923 год профессор Смирнов преподает в Бакинском университете. В 1925-1926 годах работал в Государственном институте опытной агрономии. С 1930 по 1938 год преподает «Биология морских млекопитающих» на биологическом факультете Ленинградского университета.
В 1932—1933 годах работал на китобойном судне «Алеут», на котором совершил кругосветное путешествие.
Знал 12 языков.
Умер в эвакуации в Вологде в марте 1942 года.

## Научная деятельность
Смирнов занимался вопросами систематики, экологии, географического распространения и промысла морских млекопитающих. Составил определители ластоногих и китообразных фауны СССР. Известны также его работы о делении рыб на биологические группы, работы о птицах, о наземных млекопитающих Кавказа и Закавказья и др. 
Смирнов впервые поставил вопрос о возможности акклиматизации в СССР ондатры.

## Основные научные труды
- О морском зверином промысле на русских судах. СПб., 1903.
- Заметка о тюленях (Phocidae), собранных Русской полярной экспедицией 1900-1903 гг. СПб., 1906.
- К вопросу о мелиорации дунайских плавен. СПб., 1911.
- К вопросу о делении рыб на биологические группы. СПб., 1912.
- Инструкция для измерения крупных млекопитающих. СПб., 1915.
- Инструкция для собирания материалов по биологии Каспийского тюленя. Астрахань, 1929.
- Звери Арктики. Введение в изучение арктических копытных, хищных, ластоногих, китообразных, насекомоядных и рукокрылых. Л., 1935.

## Память
- В честь Нестора Смирнова в 1928 году назван мыс в заливе Неупокоева на Новой Земле.
- Советский научно-исследовательский корабль «Профессор Нестор Смирнов».